# Potsdam (Nowy Jork)
Potsdam – wieś w gminie (township) Potsdam, w hrabstwie St. Lawrence, w stanie Nowy Jork, w Stanach Zjednoczonych, położone nad rzeką Raquette, ok. 30 km na południe od granicy amerykańsko-kanadyjskiej na Rzece Świętego Wawrzyńca. W 2011 roku wieś liczyła 9416 mieszkańców.
Pierwsi osadnicy przybyli w 1803 roku, gmina została założona w 1806 roku, a wieś w 1831 roku. W przeszłości ważną rolę w lokalnej gospodarce odgrywały kamieniołomy, zamknięte w 1922 roku. Swoją nazwę miejscowość zawdzięcza wydobywanym tam czerwonym piaskowcom, przypominającym te z okolic Poczdamu w Niemczech.
W Potsdamie swoją siedzibę mają State University of New York at Potsdam oraz Clarkson University.